# XX Korpus Unii

XX Korpus Unii – jeden z korpusów armijnych wprowadzonych w armii federalnej podczas wojny secesyjnej.
W trakcie działań wojennych istniały w różnych latach dwa korpusy noszące numer XX. Oba funkcjonowały w ramach Armii Cumberlandu. Składały się jednak z różnych jednostek i nie było między nimi ciągłości organizacyjnej.

## Korpus McCooka (1863)[1]

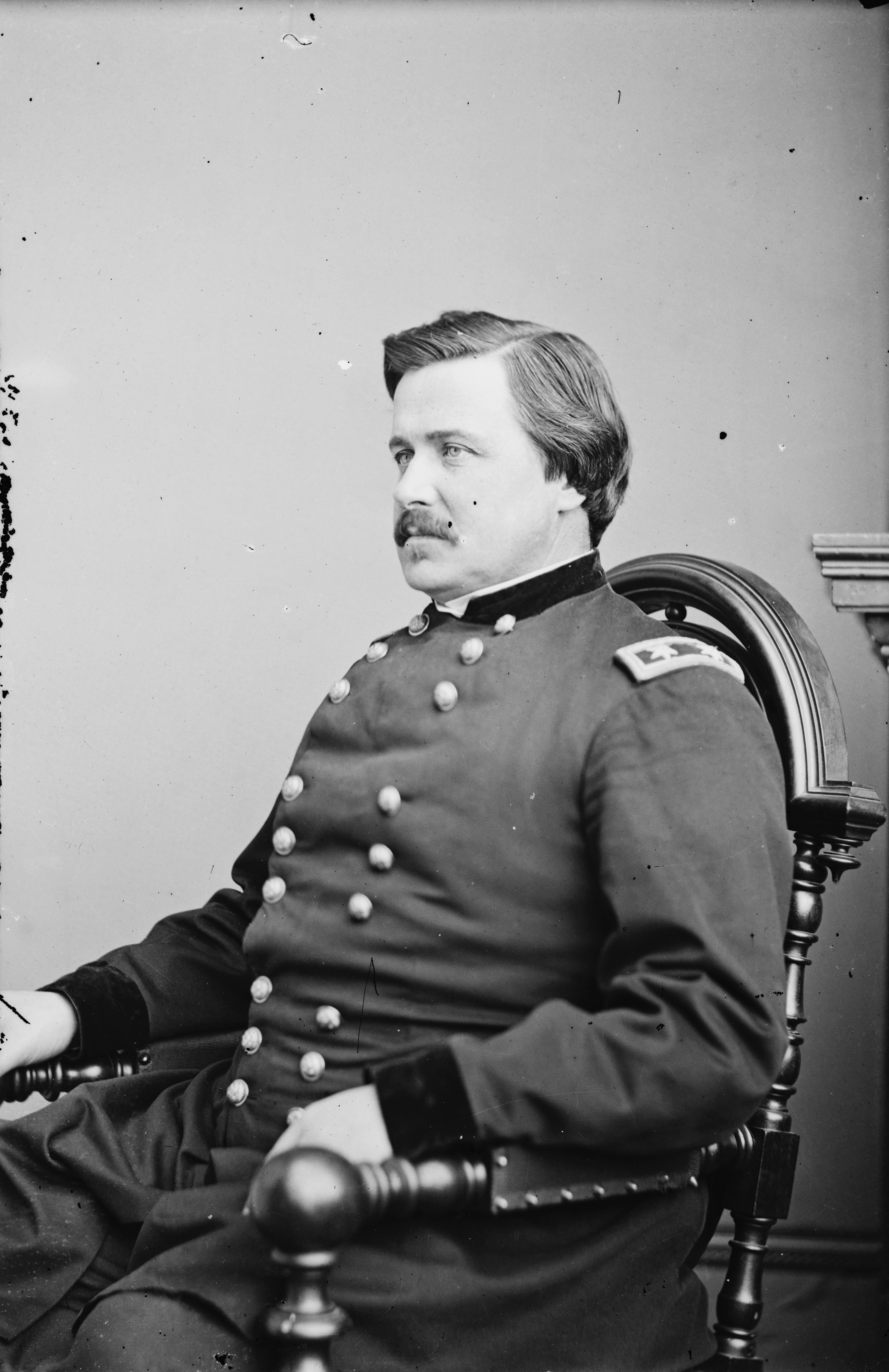
Generał Alexander McCook

Korpus został uformowany w myśl decyzji Departamentu Wojny z 9 stycznia 1863. W jego skład weszły oddziały, które przedtem stanowiły tzw. Prawe Skrzydło (Right Wing) XIV Korpusu. Dowództwo nad nimi objął gen. mjr Alexander McCook.
Korpus składał się z oddziałów w większości doświadczonych w walce, niektóre z pułków walczyły już w bitwie pod Shiloh (6–7 kwietnia 1862). Jeszcze przed uformowaniem z nich osobnego korpusu, wszystkie oddziały wzięły udział w bitwie nad Stones River (31 grudnia 1862 – 2 stycznia 1863).
Generalnie, po sformowaniu osobnego korpusu, nie wprowadzono żadnych większych zmian w organizacji dawnego Prawego Skrzydła. McCook dowodził 3 dywizjami (generałów Davisa, Johnsona i Sheridana), z których każda składała się z 3 brygad. W sumie w skład korpusu wchodziło 37 pułków piechoty i 9 baterii artylerii (po jednej baterii przy każdej brygadzie).
XX Korpus, popularnie nazywany korpusem McCooka, wraz z resztą Armii Cumberland, brał udział w działaniach wojennych na obszarze Tennessee. Do lipca 1863 okupował miasto Murfreesboro. W trakcie tzw. kampanii Tullahomy korpus starł się z oddziałami konfederackimi pod Liberty Gap (25 lipca).
Następnie korpus wziął udział w krwawej bitwie pod Chickamauga (18–20 września). W walce wzięło udział 8 brygad tego korpusu (jedna pozostała na straży taborów), czyli 12 480 żołnierzy. Ich straty po bitwie zamknęły się w liczbie 4336 ludzi (423 zabitych 2698 rannych i 1215 zaginionych).
Po tej batalii, zakończonej klęską wojsk Unii, 28 września 1863 XX Korpus został połączony z XXI, tworząc w ten sposób nowy, IV Korpus Armii Cumberland. McCook, obwiniany po części za wynik bitwy pod Chickamaugą, został pozbawiony komendy.

## Korpus Hookera (1864-1865)[5]

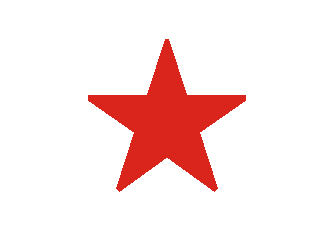
Znak 1 dywizji XX Korpusu

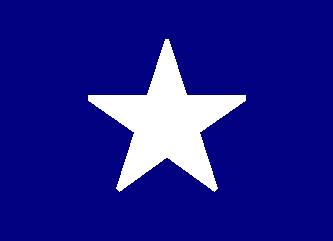
Znak 2 dywizji XX Korpusu

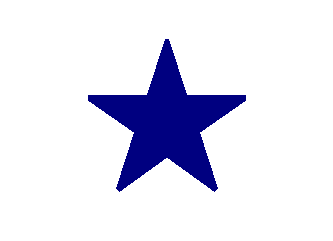
Znak 3 dywizji XX Korpusu

Korpus ten uformowano 4 kwietnia 1864, przed rozpoczęciem tzw. kampanii Atlanty, z połączenia dwóch innych: XII i XI. Oba wcześniej wchodziły w skład Armii Potomaku, jednak jesienią 1863 zostały skierowane do Tennessee, by wesprzeć oddziały federalne, osłabione klęską pod Chickamauga. Dowództwo nad nim sprawował gen. mjr Joseph Hooker i on też objął komendę na nowo stworzonym korpusem.
W praktyce sformowanie XX Korpusu polegało na tym, iż do dawnych dywizji XII Korpusu, Williamsa oraz Geary’ego i nowej jednostki Butterfielda, po prosto włączono żołnierzy z XI Korpusu, przy czym doszło do niewielkich zmian organizacyjnych.
Każda z wymienionych wyżej dywizji składała się z 3 brygad, co razem dawało 52 pułki piechoty i 6 baterii artylerii, w sumie 21 280 żołnierzy. W przeważającej części byli to doświadczeni weterani, którzy mieli za sobą bitwy stoczone w ramach Armii Potomaku – m.in. Antietam (17 września 1862), Chancellorsville (2–4 maja 1863) i Gettysburg (1–3 lipca) – oraz batalie w Tennessee, jak Wauhatchie (28–29 października) czy Chattanooga (23–25 listopada).
Podczas kampanii Atlanty korpus był częścią Armii Tennessee, dowodzonej przez gen. mjr. Jamesa McPhersona. Brał udział we wszystkich ważniejszych bitwach, jakie stoczono z siłami konfederackimi – Resaca (13–15 maja), New Hope Church (25–26 maja), Peachtree Creek (20 czerwca), Atlanta (22 lipca). W przeciągu całej tej kampanii korpus stracił około 7000 zabitych, rannych i zaginionych.
W ostatniej z tych bitew zginął gen. McPherson, a na czele całej armii stanął gen. mjr Oliver Howard. Wówczas to Hooker, który przez cały czas sprawnie dowodził XX Korpusem, zrezygnował ze stanowiska. Wynikało to z faktu, iż był skłócony z Howardem, głównie w związku ze sporami o odpowiedzialność za wynik bitwy pod Chancellorsville. Miejsce Hookera zajął Williams, a wkrótce po nim gen. mjr Henry W. Slocum. Nastąpiła także zmiana wśród dowódców dywizji: Butterfielda zastąpił William T. Ward.
Po zajęciu Atlanty 1 września (do której jako pierwsi weszli żołnierze XX Korpusu) nastąpiła zmiana organizacyjna. Korpus wszedł w skład Armii Georgii Shermana. Liczył wówczas 13 741 żołnierzy, w 47 pułkach piechoty, 4 bateriach artylerii, 1 pułku saperów i jednym pontonierów. Dowództwo nad nim, po awansowaniu Slocuma, objął Williams.
XX Korpus uczestniczył w słynnym marszu ku morzu, zakończonym zdobycie Savannah (20 grudnia), a następnie brał udział w kampanii prowadzonej na terenie Południowej i Karoliny Północnej w 1865 (m.in. bitwy pod Averasborough i szczególnie Bentonville). W samym końcu tej kampanii dowództwo korpusu objął gen. mjr Joseph A. Mower, a Williams powrócił na stanowisko dowódcy dywizji.
Po kapitulacji oddziałów konfederackich XX Korpus wziął udział w uroczystym przeglądzie wojsk w Waszyngtonie (24–25 maja 1865), pod czym w czerwcu tego samego roku, został rozwiązany.

### Dowódcy XX Korpusu (1864-1865)
| Imię i nazwisko  | Okres sprawowania dowództwa          |
| ---------------- | ------------------------------------ |
| Joseph Hooker    | 14 kwietnia 1864 – 28 lipca 1864     |
| Alpheus Williams | 28 lipca 1864 – 27 sierpnia 1864     |
| Henry Slocum     | 27 sierpnia 1864 – 11 listopada 1864 |
| Alpheus Williams | 11 listopada 1864 – 2 kwietnia 1865  |
| Joseph Mower     | 2 kwietnia 1865 – 4 czerwca 1865     |